# Bulbophyllum contortisepalum
Bulbophyllum contortisepalum är en orkidéart som beskrevs av Johannes Jacobus Smith. Bulbophyllum contortisepalum ingår i släktet Bulbophyllum och familjen orkidéer. Inga underarter finns listade i Catalogue of Life.